# Kölln (Werder)
Kölln ist ein Ortsteil der Gemeinde Werder im Amt Treptower Tollensewinkel im Landkreis Mecklenburgische Seenplatte in Mecklenburg-Vorpommern.
Es liegt nordöstlich von Altentreptow in Vorpommern.

## Geschichte
Der Ort Colne gab im 13. Jahrhundert den Zehnten an das Kloster Verchen und war im Besitz verschiedener Eigentümer.
Seit dem 18. Jahrhundert gehörte er zum Kreis Demmin in der Provinz Pommern im Königreich Preußen. Seit dem späten 19. Jahrhundert gab es einen Haltepunkt (34,6) an der Bahnstrecke von Demmin nach Altentreptow.
In den 1930er Jahren war Kölln Sitz einer Gemeinde, zu der auch Rievershof gehörte. 1974 wurde es in die Gemeinde Werder eingegliedert.

## Sehenswürdigkeiten
- Feldsteinkirche, 15./16. Jahrhundert, 1991/94 instand gesetzt